# Virgílio Ribeiro dos Santos
Virgílio Ribeiro dos Santos (Paracatu, 8 de junho de 1894 — São Paulo, 15 de agosto de 1954) foi um coronel da Força Pública do Estado de São Paulo e comandante na Revolução Constitucionalista de 1932.

## Biografia
Virgílio Ribeiro dos Santos nasceu em Paracatu no dia 8 de junho de 1894.
Assentou praça na Força Pública do Estado de São Paulo em 1º de agosto de 1912, como soldado.
Em 6 de abril de 1915, o então segundo-sargento do 1º Batalhão de Infantaria tirou licença para realizar o curso especial militar da Força Pública.
Em 18 de março de 1918 concluiu o curso, ingressando na carreira de oficial da Força Pública do Estado de São Paulo, na qualidade alferes.
Em 15 de abril de 1919 foi promovido a 2º tenente, por estudos.
Na Revolução de 1924 o então 2º tenente comandava um contingente do 4º Batalhão em Rio Claro quando deflagrado o levante aderiu aos rebeldes, seguindo para a capital paulista para engajar-se nos combates na zona urbana. Fugiu da cidade junto ao contingente do tenente João Cabanas e liderou o grupo que tomou a cidade de São Carlos e Araraquara, depondo as autoridades locais para garantir a fuga da coluna rebelde. Após a ação em São Paulo atuou na Coluna Luis Carlos Prestes-Miguel Costa, percorrendo vários estados brasileiros buscando adesões a campanha revolucionária e travando inúmeros combates com tropas governistas, inicialmente sob comando de Siqueira Campos. Em outubro daquele ano foi excluído dos quadros da Força Pública Paulista. No destacamento rebelde liderado pelo major Miguel Costa recebeu a patente de capitão e, mais tarde, a de major, por atos de bravura, comandando o 3º Batalhão. Em 1927, com o fracasso da campanha, refugiou-se na Bolívia. Naquele ano, à revelia, foi condenado a 5 anos de reclusão pelo STF pela sua participação na revolta, mas no ano seguinte a pena foi reduzida para 2 anos.
Em 4 de novembro de 1924 foi promovido a 1º tenente, por antiguidade.
Retornou ao Brasil para tomar parte da Revolução de 1930. Após o desfecho desta favorável aos revoltosos, retornou oficialmente às fileiras da Força Pública de São Paulo em 7 de novembro de 1930, sendo promovido a capitão em 16 de novembro.
Em 20 de julho de 1931 foi promovido a major.
Em 14 de dezembro de 1931 foi nomeado comandante do 1º Batalhão de Caçadores Paulistas (1º B.C.P.) da Força Pública do Estado de São Paulo.
No início de junho de 1932, o então major, junto com o tenente-coronel Daniel Costa, envolveu-se num conflito interno na Força Pública, quando seguidores do tenente-coronel se recusaram reconhecer a autoridade do então comandante interino da Força Pública, o tenente-coronel Júlio Marcondes Salgado. O major se recusou a entregar o comando do 1º Batalhão ao tenente-coronel José Teófilo Ramos, e o tenente-coronel por sua vez se recusou a entregar o comando do Regimento de Cavalaria ao major Coroliano de Almeida. O tenente-coronel Costa chegou a colocar guardas armados na porta do Quartel do Regimento para recusar o cumprimento da ordem. Em 24 de maio de 1932 o coronel Manuel Rabello fez publicar uma resolução em que submeteu a Força Pública do Estado à autoridade da 2ª Região Militar, então sob o seu comando, o que iniciou conflitos internos na Força Pública, pois os partidários de Miguel Costa e de Daniel Costa começaram a questionar a autoridade do novo comandante da Força Pública nomeado pelo Governo Estadual, uma vez que passaram a considerar a autoridade do coronel Rabelo, de modo que todas as nomeações e atos relativos àquela corporação teriam de ser avalizadas por ele. A resolução do coronel Rabello foi uma resposta a formação do novo secretariado do Governo do Estado de São Paulo, que foi considerada uma afronta à autoridade do regime presidido por Getúlio Vargas. Em 13 de junho, com a revogação da resolução, o tenente-coronel Daniel entregou o comando e foi reformado na sequência, cumprindo o decreto estadual de 24 de maio. O major Virgílio Ribeiro dos Santos finalmente entregou o comando do 1º Batalhão ao tenente-coronel Ramos.
Em julho de 1932, o então major e subcomandante do 1º B.C.P. da Força Pública aderiu à Revolução Constitucionalista, deflagrada na noite de 9 de julho na capital paulista. Porém, na ocasião pairava sobre ele desconfianças de ser "miguelista" e partidário da ditadura, em função de sua amizade com o tenente-coronel Daniel Costa, irmão de Miguel Costa. Seguiu com parte do batalhão para o subsetor de Cunha, para defender a posição contra as incursões de um destacamento de fuzileiros navais. Em 20 de julho, em telegrama ao comandante do 1º B.C.P. relatou a situação naquela frente de combate:
Comandante Teofilo
Saude.
O resultado da luta de hoje (20 de julho de 1932), por enquanto é o seguinte: No flanco esquerdo tivemos um morto (anspençada Eduardo Vieira de Mello, da 2ª Companhia) e um extraviado.
O inimigo teve um morto, deixou um prisioneiro ferido, um F.M., diversos F.O., 20 e tantos carregadores de F.M., 38 mantas, diversos capotes, etc.
Na frente, o combate de costume; fizemos um prisioneiro, que segue juntamente com o ferido. O inimigo tenta o mesmo movimento pelo flanco direito.
Abraços.— (a) Virgílio
Em 23 de julho daquele ano assumiu em definitivo o comando do 1º Batalhão de Caçadores Paulista (B.C.P.), sendo para tanto comissionado tenente-coronel, em virtude do tenente-coronel José Teófilo Ramos ter seguido para Cruzeiro assumir o 2º B.C.P. (em substituição ao tenente-coronel Herculano). Em 15 de julho chegou a Cunha com uma Cia do 1º B.C.P. e lá debelou sucessivas incursões das tropas governistas formadas por fuzileiros navais comandados pelo capitão-tenente da Marinha Augusto do Amaral Peixoto, em 16 de agosto o batalhão recebeu uma segunda Cia como reforço e la teve atuação elogiada pelos combates bem-sucedidos entre os dias 16 e 26 de agosto de 1932. Com a tranquilidade e consolidação do subsetor de Cunha, em setembro de 1932 foi destacado para comandar a resistência na Frente Leste de combate, onde assumiu o comando do subsetor que compreendia linha de defesa Amparo-Morungaba-Itatiba, onde assumiu o posto em Itatiba em 15 de setembro. No dia seguinte assumiu o comando do destacamento daquela posição, com cerca de 800 homens, e deixou o comando do 1º B.C.P. ao capitão Manuel Nunes Cabral. Na mesma data, o 1º B.C.P. deslocou-se para Fazenda Morungaba (atual município) para fazer ligação com Amparo e consolidar resistência às tropas governistas. Tentou junto ao comando do setor, o coronel Oscar Saturnino de Paiva, aprovação para uma ofensiva, que foi tomada com descrédito e não aprovada, o que favoreceu o avanço das tropas adversárias. Em 26 de setembro, no Campinas Hotel, em Campinas, participou de uma reunião presidida pelo coronel Herculano de Carvalho e Silva, para deliberar sobre a viabilidade da resistência e para pressionar os representantes do Governo Estadual a iniciar as tratativas para o fim do conflito. Em 30 de setembro reassumiu o 1º B.C.P. e retornou com a tropa ao seu quartel, na capital paulista.
Em 17 de outubro de 1932 passou para a reserva da Força Pública de São Paulo, a pedido, por discordar da intervenção militar federal no Estado de São Paulo e na sua própria corporação. Contudo, em julho de 1933, com a expectativa da nomeação do interventor Armando Salles de Oliveira, foi revertido ao serviço ativo da Força Pública e retomou o comando do 1º B.C.P.
Em 19 de julho de 1933, por decreto estadual, foi promovido a tenente-coronel da Força Pública de São Paulo.
Em 23 de abril de 1937 foi promovido a coronel, por decreto estadual. No mesmo decreto foi classificado para o cargo de Inspetor Administrativo da corporação, assumindo o posto em 26 de abril.
Em maio de 1938 assumiu o comando geral interino da Força Pública do Estado, cargo que ocupou em outras ocasiões. No mês seguinte retornou às funções de Inspetor Administrativo da Força Pública do Estado.
Em 12 de junho de 1939 foi transferido para a reserva, nos termos do art. 1º, Inciso II, alínea “b”, combinado com o art. 13, alínea “w”, e art. 23 e 28 da lei nº 2.940 de 6 de abril de 1937.
Na reserva, foi conselheiro da Caixa Beneficente da Força Pública no biênio 1943-1944. Também atuou na Associação de Oficias da Reserva e Reformados da Força Pública e no Clube Militar da Força Pública.
Faleceu na cidade de São Paulo, em 15 de agosto de 1954, aos 60 anos de idade. Foi sepultado no Cemitério da Vila Formosa. Em 1º de outubro de 1962, durante comemoração de 30 anos do termino da Revolução Constitucionalista no quartel do 1º Batalhão Tobias Aguiar, foi condecorado postumamente. Em julho de 1964 teve os seus restos mortais transladados para o Mausoléu e Monumento do Soldado Constitucionalista de 1932, em cerimônia fúnebre militar. Era casado com Jarina Barretos dos Santos, com quem teve os filhos: Maria (1930), Brasília (1935) Telma (1942) e Lucas Albano (1950). Era irmão de José Ribeiro dos Santos (Falecido em março de 1936).